# Стефан Чакъров
Стефан Сивков Чакъров с псевдоними Венко Джелябов и Русев е български революционер, деец на Вътрешна македоно-одринска революционна организация в Тракия.

## Биография
Чакъров е роден в 1877 година в пашмаклийското село Долно Дерекьой, тогава в Османската империя, днес Соколовци, България. Произхожда от известния род Чакъровци, взел участие в църковните и училищните борби в областта. Влиза във ВМОРО в 1898 година. През 1901 година е назначен за помощник-агитатор на Христо Караманджуков и през ноември обикаля Гюмюрджинско, Ксантийско и Ахъчелебийско.
През юли 1902 година покръщава във ВМОРО заедно с Марин Чолаков Тане Николов и Димитър Запрянов. През август 1902 година влиза като четник на ВМОРО в Гюмюрджинско с четата на Константин Антонов. Заедно с Желю Иванов и Димитър Запрянов заболяват тежко от тропическа малария и са принудени да се оттеглят в България на лечение.
Разочарован от упадъка на революционната дейност в пункта в Проглед, Чакъров къса връзките си Антонов и се прибира във Варна. В началото на 1903 година отново се връща в Чепеларско и действа изключително в Ахъчелебийско.
По време на Илинденско-Преображенското въстание е секретар в четата на Вълко Шишманов в Ахъчелебийско. Умира на 23 май 1950 година в Сталин.